# Oxyelaea heteromorpha
Oxyelaea heteromorpha es una especie de mantis de la familia Tarachodidae.

## Distribución geográfica
Se encuentra en Kenia, Uganda y Somalia.